# 中央新聞
中央新聞（ちゅうおうしんぶん）は、1891年（明治24年）8月16日から1940年（昭和15年）まで、東京で発行された新聞。1910年（明治43年）以降、立憲政友会の機関紙だった。

## 歴史
1883年（明治16年）1月22日から発行された小新聞の『絵入朝野新聞』（既存競合紙の『朝野新聞』とは別物）は、1889年（明治22年）5月5日、号数を通計しながら『江戸新聞』と名を変えた。
1890年（明治23年）6月、後に衆議院議長になる大岡育造が江戸新聞を買収して『東京中新聞』と改名し、さらに1891年8月16日、『中央新聞』とした。紙面は大岡の政治的足取りにつれ、国民協会→帝国党→立憲政友会のそれぞれ機関紙的に編集された。当時の政友会は伊藤博文が総裁で、東京では競合紙の『國民新聞』も政友会の機関紙然としていたが、日本帝国主義・軍国主義の源流となる対外強硬論を主張した國民新聞よりも、本紙の方が政友会色が強かった。この時代の本紙の発行部数は、1896年（明治29年）が7万部、1903年には4.1万部だったと言う。
社屋は、1905年まで、東京市京橋区銀座4丁目の現在、銀座三越が営業している場所にあった。
1905年（明治38年）9月、日露戦争後の講和条件を不満とする日比谷焼打事件では、競合の國民新聞社を襲撃せよと主張した暴徒に対して、自重するように求める論説を出した。
1910年（明治43年）5月、立憲政友会が大岡から買い取って機関紙とする。中央新聞社は合資会社組織に改組し、政友会創立委員で元大阪市長の鶴原定吉が社長に就いた。社屋は、東京府東京市芝区芝公園の立憲政友会本部内に移動。しかしこの建物は1919年（大正8年）、放火により焼失したため、麹町区内山下町（現・東京都千代田区内幸町一丁目。東京電力本店がある場所）へ再度移転した。
1914年（大正3年）のシーメンス事件では、山本権兵衛内閣を支持して、同じく政友会系の競合紙毎夕新聞ともども非難の群衆に襲撃された。
1923年（大正12年）、株式会社に改組。政友会副総裁・衆議院議員野田卯太郎が社長を勤めたが、1925年（大正14年）加藤高明内閣の商工大臣として入閣したのを期に辞任。1927年（昭和2年）、國民新聞OBで日本電報通信社（現・電通グループ）常務などを歴任した山口恒太郎が副社長になった。1928年（昭和3年）、寺岡弥三郎が経営権を委託されて専務理事となり、翌年、山口が副社長に戻った。1931年（昭和6年）、堀川勝造が社長を継いだ。
1940年（昭和15年）7月、政友会が新体制運動に同調して解党、大政翼賛会が発足した。これを受けて1941年（昭和16年）1月、中央新聞は『日本産業報国新聞』に変わり、杉原三郎が社長になった。直接の関係は明らかにできないが、当時、『大日本産業報国会』『産業報国聯盟』などの勤労者組織が、体制派の指導で作られていた。

『日本産業報国新聞』は、大東亜戦争（太平洋戦争・第二次世界大戦）で日本の敗色が濃厚となった1944年（昭和19年）5月30日限りで廃刊。戦後、本紙の系譜を受け継ぐ商業新聞は現れなかった。これは、政治資金規正法により政党・政治団体が自ら発行する機関紙から得る収入（事業収入）は収益事業（営利事業）とみなされない限り法人税・所得税を納める必要がなくなったためで、立憲政友会の人脈を受け継いだ自民党は、独自の機関紙として『自由民主』を立ち上げた。一方、日本社会党は外部機関発行による日刊紙『社会タイムス』を立ち上げたものの、わずか2年で版元の会社が破産、廃刊に追い込まれた。

## 社員
本紙は民間商業新聞の体裁を採っており、政治政論の記事ばかりでなく、多彩な分野の社員が在籍した。
- 青木槐三（鉄道ジャーナリスト）：1919年（大正8年）入社して鉄道省（現・国土交通省鉄道局・JRグループ）を担当。1921年（大正10年）に時事新報へ移籍。
- 石橋勘三郎（作家） - 筆名・思案。1901年前後に在籍。読売新聞社社会部長を経て博文館（現・博友社）に移り、『文芸倶楽部』編集長。
- 今井邦子（歌人）：1910年 - 1911年。
- 今井健彦 - 今井邦子の夫。当社退社後中外商業新報（現・日本経済新聞）を経て衆議院当選7回を重ね大物政治家となる。また東京毎日新聞社長を歴任。
- 岡村柿紅（劇作家・劇評家） - 1901年（明治34年）入社。1909年（明治42年）二六新報へ移籍。さらに読売新聞を経て市村座社長に就く。
- 岡本綺堂（劇作家・劇評家）- 1893年（明治26年）東京日日新聞から移籍。1913年（大正2年）まで在籍した後、石橋が編集長を務める『文芸倶楽部』で戯曲を執筆した。
- 幸徳秋水（思想家） - 1895年（明治28年）入社して翻訳を担当し、翌年1月から論説を書いたが、1898年（明治31年）第3次伊藤内閣発足を嫌って退社し萬朝報に移籍。まだ社会主義者でなかった。
- 中平文子（後の宮田文子）：1916年入社、ルポ記事『お目見得日記』を連載した。
- 永代静雄（作家） - 1909年（明治42年）東京毎日新聞から移籍。9カ月で退社し、富山日報（現・北日本新聞）、帝國新聞（現・大阪日日新聞）・毎夕新聞を経て新聞通信社創業者となった。
- 野村秀雄 - 1911年から短期。國民新聞政治部記者、東京朝日新聞政治部長・編集局長を経て朝日新聞社代表取締役。戦後は熊本日日新聞社社長、NHK会長を歴任。
- 広津柳浪（作家）：『東京中新聞』時代の1890年に博文館から移籍。『絵姿』（1891年）・『変目伝』（1895年）、『黒蜥蜴』（1895年）などを連載した。
- 松居松葉（劇作家・劇評家）：1895年 - 1896年。
- 村松恒一郎 - 1890年代に国会新聞から移籍。その後、東京朝日新聞・大阪朝日新聞を経て衆議院当選5回。
- 吉田徳治 - 筆名・孤羊。1920年代（詳細時期不明）に岩手毎日新聞から移籍。学芸部長を経て改造社に移籍し石川啄木研究で鳴らす。戦後は岩手県立図書館・盛岡市立図書館館長を歴任。
- 若杉鳥子（作家）：1909年 - 1910年。
- 若山牧水（歌人）：1909年（明治42年）元二六新報の安成貞雄の紹介で入社するが、女子学習院教授尾上柴舟に師事するため在籍5ヶ月で退社。